# دیدار بلوچ
دیدار بلوچ نام سفرنامه‌ای اثر محمود دولت‌آبادی می‌باشد. نگارش این سفرنامه در سال ۱۳۵۳ صورت گرفته است، این اثر در سال ۱۳۵۶ منتشر شد.این کتاب در سال ۱۳۹۷ با عنوان نیادے گوں بلوچ ءَ توسط عبدالماجد سپاهیان به زبان بلوچی ترجمه و از طریق نشر ربیدان منتشر گردید.